# Chillum
Chillum é uma Região censo-designada localizada no estado americano de Maryland, no Condado de Prince George's.

## Demografia
Segundo o censo americano de 2000, a sua população era de 34.252 habitantes.

## Geografia
De acordo com o United States Census Bureau tem uma área de
10,5 km², dos quais 10,4 km² cobertos por terra e 0,1 km² cobertos por água.

## Localidades na vizinhança
O diagrama seguinte representa as localidades num raio de 4 km ao redor de Chillum.